# Fara Vicentino
Fara Vicentino ist eine nordostitalienische Gemeinde (comune) mit 3710 Einwohnern (Stand 31. Dezember 2023) in der Provinz Vicenza in Venetien. Die Gemeinde liegt etwa 21 Kilometer nördlich von Vicenza an der Tesina.

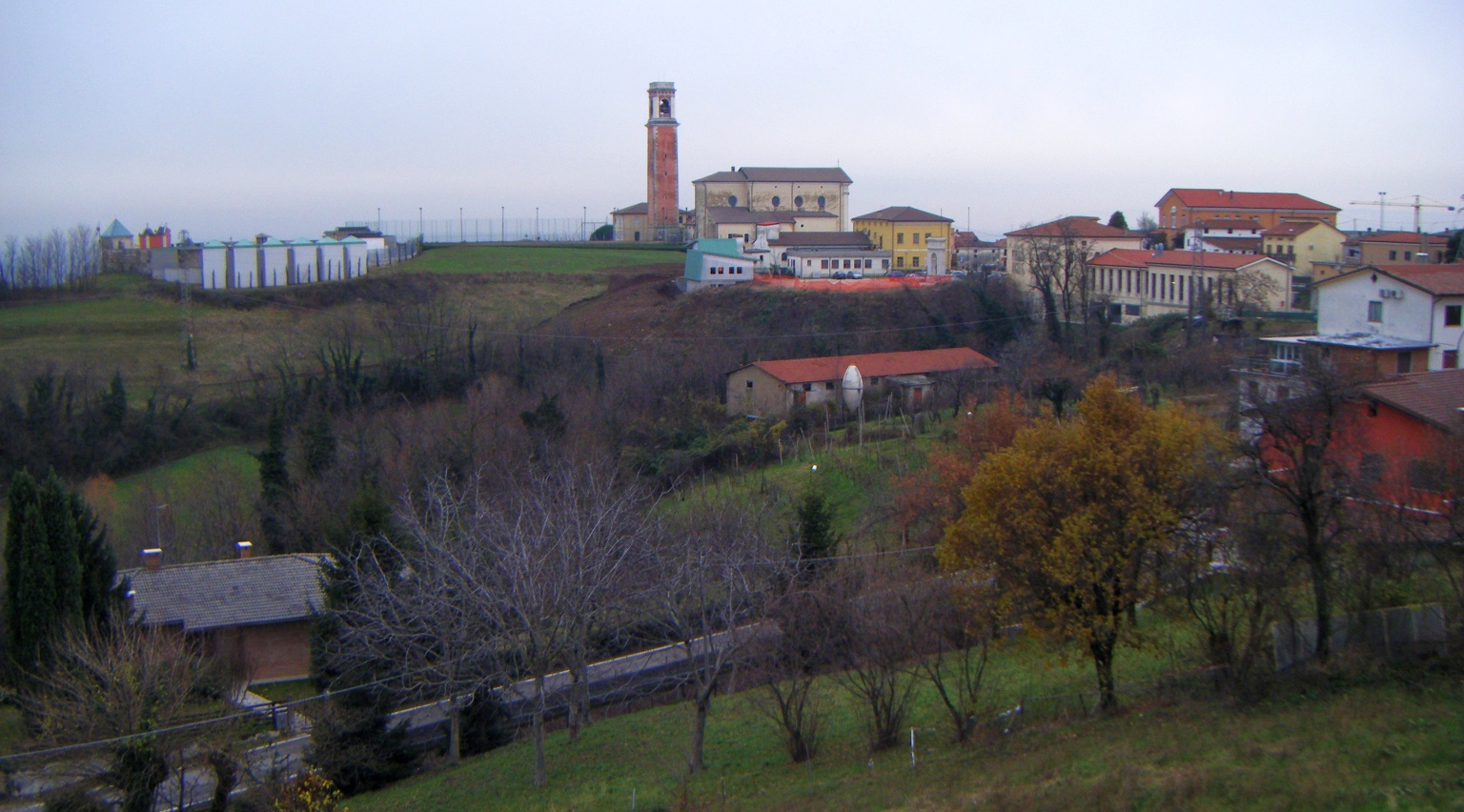
Blick auf den Ortsteil San Giorgio mit seinem Campanile, der über 50 Kilometer weit erkennbar ist